# Herbert Büning
Herbert Büning (* 20. Juli 1939 in Oberhausen (Rheinland)) ist ein deutscher Mathematiker und Statistiker.

## Leben
Nach dem Abitur studierte er Mathematik an der Universität Münster, wo er 1964 das 1. Staatsexamen ablegte. In Berlin legte er 1966 das 2. Staatsexamen ab. Er wurde dann Akademischer Rat an der Freien Universität Berlin, wo er 1971 Professor für Statistik wurde und 1973 zum Dr. rer. pol. promoviert wurde (in der angegebenen zeitlichen Reihenfolge).
Seine Schwerpunkte in der Forschung waren nichtparametrische statistische Methoden sowie adaptive und robuste Testverfahren.
Er war Mitherausgeber des Allgemeinen Statistischen Archivs und Mitglied im wissenschaftlichen Beirat der Statistical Papers.
Nach seiner Tätigkeit als Hochschullehrer an der Universität schrieb er einen Kriminalroman, dessen hauptsächlicher Schauplatz die Freie Universität Berlin ist.

## Schriften (Auswahl)
- Optimale Eigenschaften von Rangtests für das Zwei-Stichproben-Problem und ihre relative Effizienz zu parametrischen Testverfahren. Berlin 1974, DNB 751170488 (Hochschulschrift, Berlin, Freie Univ., Fachbereich 10 - Wirtschaftswissenschaften, Dissertation, 1973).
- Herbert Büning, Peter Naeve (Hrsg.): Computational Statistics – Wolfgang Wetzel zur Vollendung des 60. Lebensjahres. De Gruyter, Berlin 1981, doi:10.1515/9783110844405.
- Test auf Gleichverteilung – Ein Gütevergleich. In: Herbert Büning, Peter Naeve (Hrsg.): Computational Statistics – Wolfgang Wetzel zur Vollendung des 60. Lebensjahres. De Gruyter, Berlin 1981, S. 35–54, doi:10.1515/9783110844405-005.
- Robuste und Adaptive Tests. Walter de Gruyter, Berlin 1991, ISBN 3-11-012827-6.
- Mit Götz Trenkler: Nichtparametrische Statistische Methoden. 2. völlig neu bearbeitete  Auflage. Walter de Gruyter, Berlin 1994, ISBN 3-11-013860-3, doi:10.1515/9783110902990.
- Mit Peter Naeve, Horst Skarabis: Mathematische Propädeutik für Wirtschaftswissenschaftler. 4. neubearbeitete und erweiterte  Auflage. Walter de Gruyter, Berlin 2012, ISBN 978-3-11-008502-0.
- Mit Peter Naeve, Götz Trenkler, Karl-Heinz Waldmann: Mathematik für Ökonomen im Hauptstudium. Oldenbourg, 2000, ISBN 978-3-486-20986-0, doi:10.1515/9783486782448.
- Wie oft klingen die Gläser? Pro Business, Berlin 2009, ISBN 978-3-86805-534-4.